# Ceriochernes detritus
Espèce
Ceriochernes detritus est une espèce de pseudoscorpions de la famille des Chernetidae.

## Distribution
Cette espèce est endémique de Leyte aux Philippines. Elle se rencontre vers Julita.

## Publication originale
- Beier, 1937 : Neue ostasiatische Pseudoscorpione aus dem Zoologischen Museum Berlin. Mitteilung aus dem Zoologischen Museum in Berlin, vol. 22, p. 268-279.